# Przybyli ułani pod okienko
Przybyli ułani pod okienko (česky Přišli huláni pod okénko) je polská lidová a vojenská píseň, kterou napsal roku 1914 Feliks Gwiżdż. Svou popularitu si píseň získala během první světové války, kdy si ji pro kuráž zpívali polští legionáři v upravené verzi, a proto roku 1916 jeden z legionářů, Bogusław Szul, následně text písně pozměnil. Pod touto verzí je dodnes známá v celém Polsku. Píseň de facto vyjadřuje touhu po vytvoření Polska. Města ve slokách jako Vilnius, Lvov a Varšava vyjadřují bitevní stezku, kterou vojáci musí zdolat. Po konci války se všechna zmíněná města skutečně staly součástí Polské republiky.

## Text
| Polsky                                                               | Česky                                                                                |
| -------------------------------------------------------------------- | ------------------------------------------------------------------------------------ |
| Przybyli ułani pod okienko, Pukają, wołają: „Puść, panienko!“        | Přišli huláni pod okénko, Klepou, volají: „Otevři, dívenko!“                         |
| Zaświecił miesiączek do okienka, W koszulce stanęła w nim panienka.  | Zasvítil měsíček do okénka, V košilce tam (ve svitu) stála dívenka.                  |
| O, Jezu, a cóż to za wojacy? Otwieraj! Nie bój się, to czwartacy!    | Ó, Ježíši, co jste to za vojáky? Otevři! Neboj se, jsme čtvrtá pěchota!              |
| O, Jezu! A dokąd Bóg prowadzi? Warszawę odwiedzić byśmy radzi.       | Ó, Ježíši! A kde vás Bůh vede? Rádi bychom došli do Varšavy.                         |
| Gdy zwiedzim Warszawę, już nam pilno. Zobaczyć to stare nasze Wilno. | Až dojdeme do Varšavy, rychle pokračujeme, Abychom viděli i ten náš Vilnius (Vilno). |
| A z Wilna już droga jest gotowa, Prowadzi prościutko aż do Lwowa.    | A z Vilniusu je už připravená cesta, Která vede přímo až do Lvova.                   |
| O, Jezu, a cóż to za mizeria? Otwieraj! Nie bój się, to kawaleria!   | Ó, Ježíši, co je to za neštěstí? Otevři! Neboj se, jsme jezdectvo!                   |
| Przyszliśmy napoić nasze konie, Za nami piechoty pełne błonie.       | Přišli jsme dát napít našim koním, Za námi je pěchot celé pole.                      |
| O, Jezu, a cóż to za hołota? Otwieraj! Nie bój się, to piechota!     | Ó, Ježíši, co je to dav? Otevři! Neboj se, jsme pěchota!                             |
| Panienka otwierać poskoczyła, Żołnierzy do środka zaprosiła.         | Dívenka šla otevřít, A pozvala vojáky domů.                                          |